# Форест Парк (Оклахома)
Форест Парк (енгл. Forest Park) град је у америчкој савезној држави Оклахома.

## Демографија
По попису из 2010. године број становника је 998, што је 68 (-6,4%) становника мање него 2000. године.
| Група             | 2000.       | 2010.       |
| Белци             | 237 (22,2%) | 164 (16,4%) |
| Афроамериканци    | 769 (72,1%) | 733 (73,4%) |
| Азијати           | 7 (0,7%)    | 20 (2,0%)   |
| Хиспаноамериканци | 8 (0,8%)    | 21 (2,1%)   |
| Укупно            | 1.066       | 998         |